# Dalneretchensk
Dalneretchensk (en russe : Дальнереченск), anciennement Iman (en russe : Има́н, en chinois : 伊曼 ; pinyin : Yīmàn ; litt. « un endroit sur une rivière éloignée »), est une ville du kraï du Primorié, dans l'Extrême-Orient russe, près de la frontière chinoise. Sa population s'élevait à 24 305 habitants en 2022.

## Géographie
Dalneretchensk est située sur un terrain plat avec de petites collines, à 344 km au nord de Vladivostok et à 6 287 km à l'est de Moscou
. La rivière Bolchaïa Oussourka (en) (nommée rivière Iman jusqu'en 1972) avec de nombreux lacs et des canaux coule dans la partie nord-ouest de la ville. Le territoire de la ville est traversé par la rivière Malinovka (en). On peut voir les sommets des monts Sikhote-Aline depuis n'importe quel point de la ville par temps clair. La colline Salskaïa est un volcan éteint qui domine les couches de la Bolchaïa Oussourka. La proximité de la taïga et des sources d'eau minérale Lastotchka et Chmakovka, de nombreux lacs et cours d'eau, de nombreux jours ensoleillés et une vie paisible font de la ville de Dalneretchensk une destination touristique prisée.

## Histoire
La ville moderne a été fondée par les Cosaques en 1895. Elle est rapidement devenue un centre de l'industrie du bois en raison de l'abondance des pins, des sapins et des épinettes dans la région.
La plupart des monuments de la ville sont liés aux événements de la guerre civile russe de 1918-1922 et de la Seconde Guerre mondiale. Il y a aussi un monument en hommage aux gardes-frontières tués lors du conflit frontalier sino-soviétique sur l'île Damanski, en 1969.
Anciennement Iman, elle a été rebaptisée Dalneretchensk le 26 décembre 1972.

## Population
Recensements (*) ou estimations de la population:
| 1917  | 1939*  | 1959*  | 1970*  | 1979*  |
| ----- | ------ | ------ | ------ | ------ |
| 5 000 | 13 842 | 25 411 | 28 224 | 31 330 |

| 1989*  | 2002*  | 2010*  | 2012   | 2013   |
| ------ | ------ | ------ | ------ | ------ |
| 33 596 | 30 092 | 27 604 | 27 100 | 27 214 |

| 2022   | - | - | - | - |
| ------ | - | - | - | - |
| 24 305 | - | - | - | - |

## Économie
Les principales entreprises de Dalneretchensk sont :
- OAO Primorski DOK (ОАО "Приморский ДОК") : meubles, parquet, blocs de porte, bois d'œuvre.
- OAO Pekar K (ОАО "Пекарь К") : pâtes alimentaires, produits de boulangerie et de confiserie.

## Voies de communications
La ville est desservie par l'Autoroute fédérale A370 ,.